# Semaeopus boweri
Semaeopus boweri là một loài bướm đêm trong họ Geometridae.